# Мережева плата

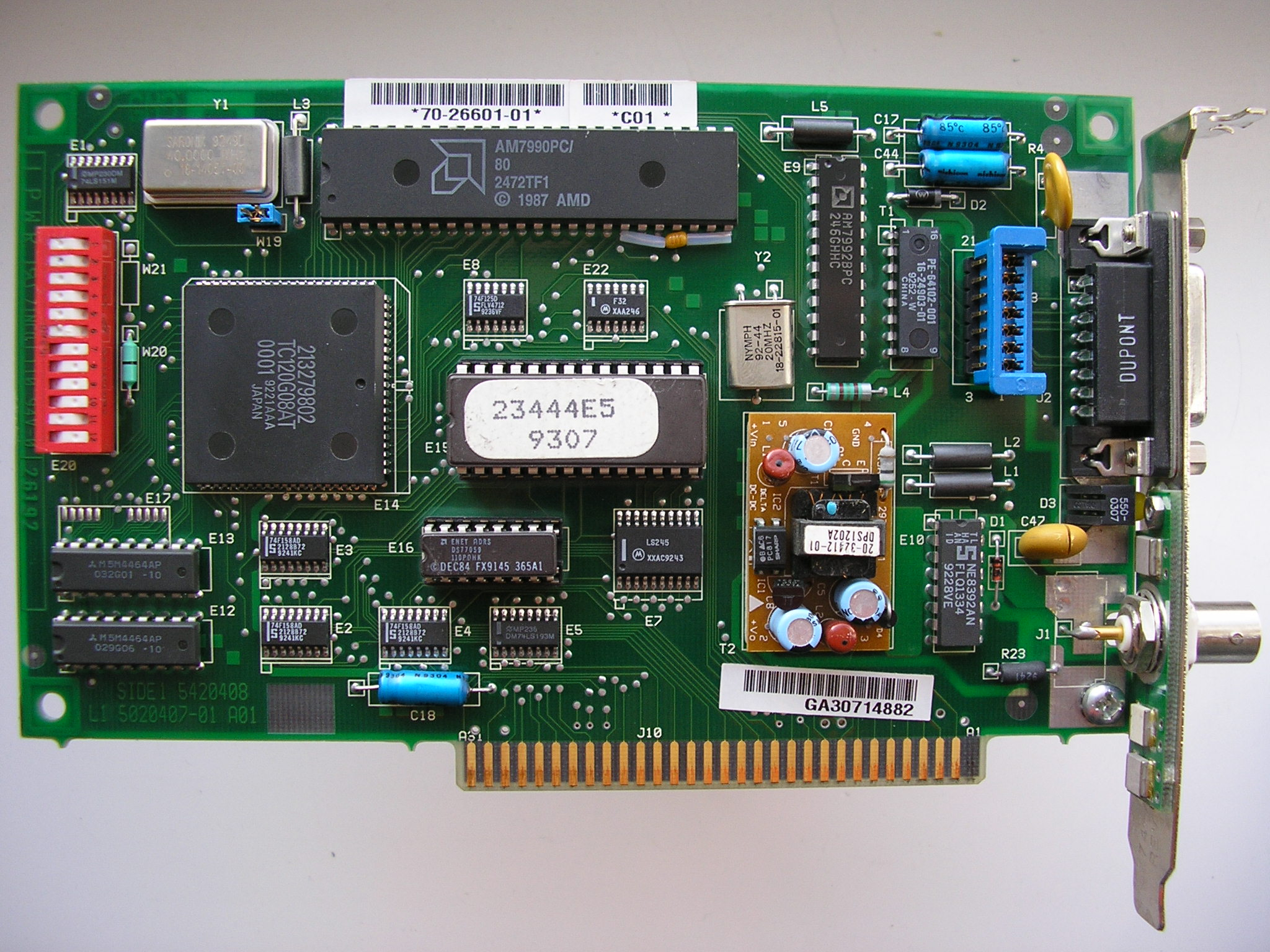
Мережева плата (ISA) зі з'єднувачами Attachment Unit Interface (15-контактний, зверху) та BNC (знизу).

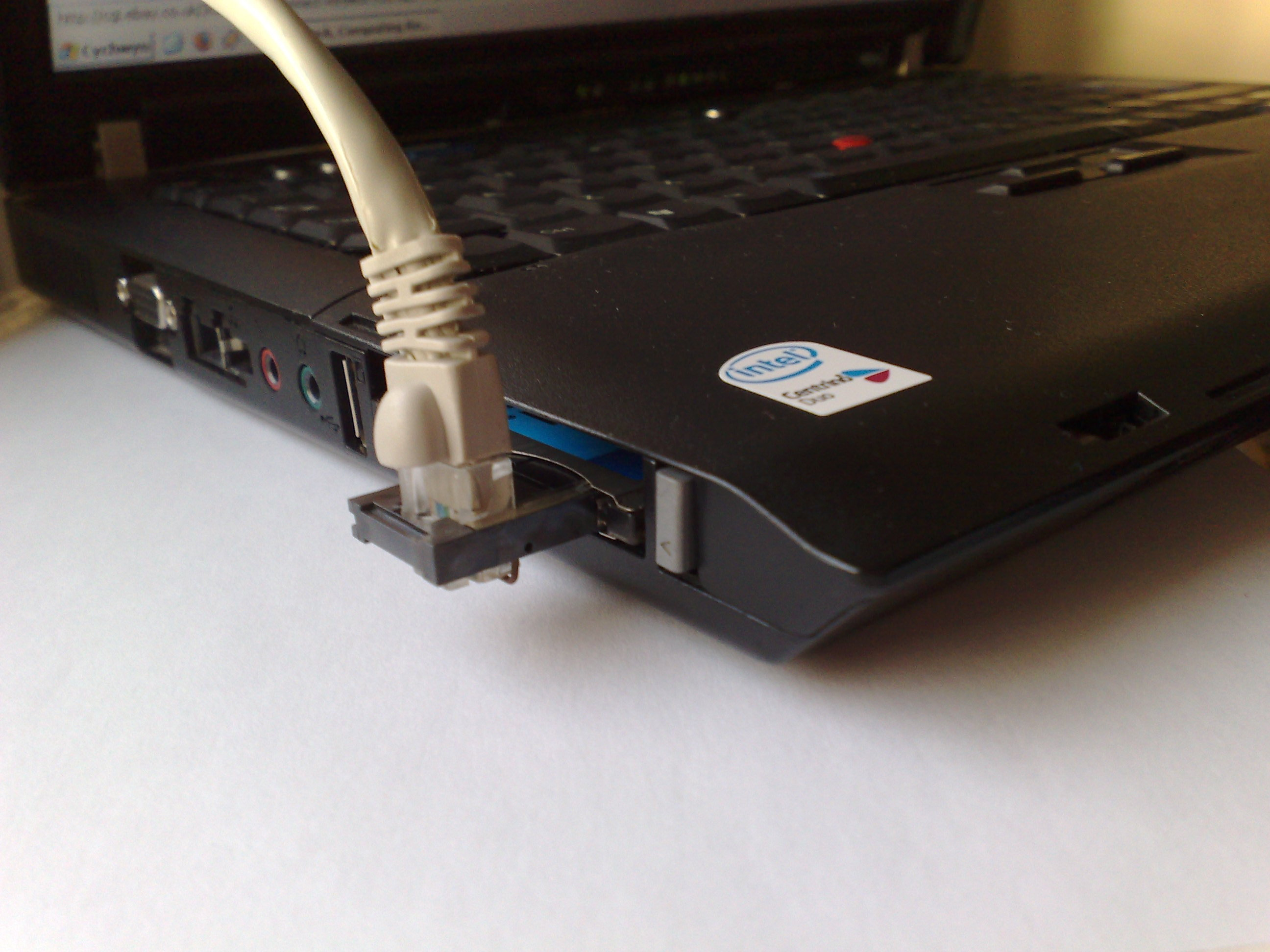
Мережева плата 3Com 3CXFE575CT встановлена в ноутбук.

Мережева плата, також знана як мережева карта, мережевий адаптер, Ethernet-адаптер, NIC (англ. network interface controller), network card — периферійний пристрій, що дозволяє комп'ютеру взаємодіяти з іншими пристроями мережі.
У наш час, особливо в персональних комп'ютерах чи мобільних пристроях (мобільні пристрої здебільшого побудовані за принципом «система на кристалі»), мережеві плати досить часто інтегровані в материнські плати для зручності та здешевлення всього комп'ютера в цілому.

## Опис
Мережевий адаптер, що належить до периферійного пристрою комп'ютера, безпосередньо взаємодіє із середовищем передавання даних, яке прямо чи через інше комунікаційне обладнання пов'язує його з іншими комп'ютерами. Цей пристрій вирішує завдання надійного обміну двійковими даними, представленими відповідними електромагнітними сигналами, по зовнішніх лініях зв'язку.
Як і будь-який контролер комп'ютера, керування мережевим адаптером здійснює драйвер операційної системи, і розподіл функцій між мережним адаптером та драйвером може змінюватися від реалізації до реалізації.

## Топологія
Комп'ютер, чи то сервер, чи робоча станція, під'єднується до мережі (певними взаємозв'язками) за допомогою внутрішньої плати — мережевого адаптера (хоча бувають і зовнішні мережні адаптери, що підключаються до комп'ютера через паралельний порт чи USB).
Мережевий адаптер вставляється в гніздо материнської плати або у док-станцію. Карти мережевих адаптерів встановлюються на кожній робочій станції (що потребує доступу до мережі) і на файловому сервері.

## Принцип дії
Робоча станція надсилає запит до файлового сервера й отримує відповідь через мережевий адаптер, коли файловий сервер готовий. Мережеві адаптери перетворять паралельні коди, використовувані всередині комп'ютера та представлені малопотужними сигналами, в послідовний потік потужних сигналів для передачі даних зовнішньою мережею.

### Вимоги
Мережеві адаптери повинні бути сумісні з кабельною системою мережі, внутрішньою інформаційною шиною ПК і мережевою операційною системою.

## Види та способи взаємодії
З точки зору кабельної системи мережеві карти можна класифікувати наступним чином:
1. Карти, які оснащено з'єднувачами для підключення через коаксіальний кабель. Такі карти вже достатньо застаріли, оскільки пропускна спроможність коаксіального кабелю порівняно з іншими не велика.
2. Карти, які оснащені з'єднувачами під звиту пару. Швидкість підключення на витій парі досягає гігабіта на секунду, с що є максимальною швидкістю для звичайного комп'ютера. Найпоширеніші на цей момент.
3. Карти з бездротовим інтерфейсом. Радіус їх дії достатньо великий, а швидкість передачі даних висока. При побудові мережі за допомогою бездротових карт нема потреби тягнути по офісу або квартирі довгі пучки проводів. При цьому можна легко перемістити системний блок в будь-яке зручне для вас місце, не прив'язуючись до мережевих проводів. Мають все більший попит.

Існує ще один варіант з вбудованою мережевою картою, коли вона інтегрована безпосередньо у материнську плату. Це дуже поширений варіант для домашнього або офісного комп'ютера, а особливо для ноутбука. Вбудовані мережеві карти мають як правило з'єднувач для витої пари. Це економить вам вільне місце на материнській платі, в яке при необхідності можна встановити інший пристрій.

## Призначення мережевого адаптера
- Підготовка даних, що надходять від поточного комп'ютера, для передачі по мережевому кабелю далі;
- власне, передача даних іншому комп'ютеру;
- керування потоком даних між комп'ютером та кабельною системою.

## Сайти виробників
• Allied Telesis • 3Com • Atheros (англ.) • Broadcom (англ.) • Marvell (англ.) • Intel  (англ.) • Realtek (англ.) • D-Link  • VIA (англ.) • Planet